# Джей-Джей Окоча
Августи́н Азу́ка Око́ча (на английски: Augustine Azuka Okocha), познат на футболната общественост като Джей-Джей Окоча (на английски: Jay-Jay Okocha) е бивш нигерийски футболист, играл като плеймейкър. През 1996 г. по време на престоя си като състезател на турския Фенербахче приема исляма и носи името Мохамет Явуз (на турски: Muhammed Yavuz).

## Кариера
С националния отбор на „орлите“ участва на три световни първенства. На Мондиал 94 Нигерия отпада във втория кръг от отбора на Италия с 1-2 след продължения.
На Мондиал 98 отпада също на 1/16 финалите след загуба с 1-4 от отбора на Дания., а на Мондиал 2002 отпада още в груповата фаза, където са още отборите на Англия, Аржентина и Швеция.
Олимпийски шампион от игрите в Атланта 1996, на които Нигерия става първият отбор извън Европа и Латинска Америка стигнал до златните медали. На този турнир нигерийците побеждават на полуфинала отбора на Бразилия в състава на който личат имената на доста звезди, триумфирали със световтата титла от Мондиал 94 сред които Бебето, Дунга, Ромарио, Роналдо, Алдаир, както и футболисти като Ривалдо, Дида, Флавио Консейсао, Савио, Жуниньо и Зе Мария.
На финала побеждава отбора на Аржентина в състава но който личат имената на футболисти като Роберто Аяла, Хосе Чамот, Хавиер Санети, Клаудио Лопес, Нестор Сенсини, Диего Симеоне, Ернан Креспо и Ариел Ортега.
Подгласник на Мустафа Хаджи в приза за Африкански футболист на годината за 1998 г., както и трети избор през 2003 и 2004 г.
През 2004 г. е посочен от Пеле като един от 125-те най-велики живи футболисти в света.

## Успехи
Пари Сен Жермен
- Суперкупа на Франция (1): 1998
- Купа Интертото (1): 2001

 Болтън
- Купа на Футболната лига
  - Финалист (1): 2003–04

 Нигерия
- Олимпийски футболен турнир -  Атланта 1996
- Купа на африканските нации (1): 1994
  - Вицешампион (1): 2000
    - Бронзов медалист (3): 2002, 2004, 2006